# Betaeus longidactylus
Betaeus longidactylus är en kräftdjursart som beskrevs av William Neale Lockington 1877. Betaeus longidactylus ingår i släktet Betaeus och familjen Alpheidae. Inga underarter finns listade i Catalogue of Life.